# Euryomyrtus denticulata
Euryomyrtus denticulata là một loài thực vật có hoa trong Họ Đào kim nương. Loài này được (Maiden & Betche) Trudgen mô tả khoa học đầu tiên năm 2001.